# Mejeridrift
Mejeridrift er en dansk dokumentarisk optagelse produceret af Nordisk Films Kompagni. Filmens instruktør er ukendt.

## Handling
Mejeridrift på mejeriet Trifolium juni 1912. Trifolium var et herregårdsmejeri, der blev opført i Haslev 1899 og fungerede indtil 1949. Der håndmalkes på marken, men hele bearbejdningsprocessen foregår i maskiner. Der produceres mælk, smør og ost.